# Hume-sällskapet
Hume-sällskapet, grundat i oktober 1974, är en internationell organisation med syfte att uppmuntra forskning kring filosofen David Humes tänkande. I slutet av år 2007 hade sällskapet ungefär 525 medlemmar. Medlemskap är öppet för alla intresserade av Hume, med en årsavgift på 35 amerikanska dollar.
Verksamheten består av årliga konferenser och möten. Till varje konferens genomgår uppsatser, som är kandidater för diskussion, peer-review. Man erbjuder även ett textarkiv på internet, för sina medlemmar.
Sällskapets första verkställande sekreterare, James King, sammanställde 1993 en kort historisk översikt över sällskapet, som publicerades i deras egen tidning Bulletin of the Hume Society (höst 1993, Vol. XXII, Nr. 2).